# Mosquée du sultan Selim Ier
La mosquée du sultan Selim Ier, ou mosquée Yavuz Sultan Selim (en turc : Yavuz (Sultan) Selim Camii), est une mosquée impériale ottomane construite au XVIe siècle, dans le quartier de Çukurbostan d'Istanbul, en Turquie.
Elle est construite dans les années 1520 en mémoire du sultan Selim Ier, sous le règne de son fils et successeur Soliman Ier.

## Architecture
La mosquée est surmontée d’une simple coupole de 25 m de diamètre et est flanquée de deux medersa. Le sommet de la coupole culmine à 27 m de haut, donc un élancement d’un peu plus de 1 diamètre. C’est une mosquée trapue, et l’intérieur est sombre car l’architecte, à cause du poids et du diamètre de la coupole, n’a pas osé trop ouvrir les murs pour l’apport de la lumière. Malgré l’expression des quatre arcs à l’intérieur le système statique est précisément quatre murs soutenant la coupole. Également, le tambour de la coupole est intégré dans la courbure de celle-ci et non plus disposé sous la coupole. C’est avec Mimar Sinan, et ses successeurs, que le mur va s’évider et s’illuminer, la structure devenant de plus en plus ponctuelle.